# レイチェル・スカーステン
レイチェル・スカーステン（Rachel Alice Marie Skarsten, 1985年4月23日 - ）は、カナダの女優。

## 主な出演作品

### 映画
- ゴースト・フロム・ダークネス Fear of the Dark (2003) - ヘザー
- 壊滅暴風圏II/カテゴリー7 Category 7: The End of the World (2005) - ライラ・ダフィ ※テレビ映画
- モンスターズハンター Jack Brooks: Monster Slayer (2007) - イヴ
- アメリカン・パイ in ハレンチ課外授業 American Pie Presents Beta House (2007) -
- イン・マイ・ドリーム In My Dreams (2014) ※テレビ映画
- フィフティ・シェイズ・オブ・グレイ Fifty Shades of Grey (2015) - アンドレア
- モリーズ・ゲーム Molly's Game (2017)

### テレビシリーズ
- ゴッサム・シティ・エンジェル Birds of Prey (2002-2003) - ダイナ・ランス
- ミッシング 〜サイキック捜査官〜 1-800-Missing (2003) - ブリトニー・ムーア
- リスナー 心を読む青い瞳 The Listener (2011-2012) - エリス
- ビューティ&ビースト/美女と野獣 Beauty & the Beast (2012) - ブルック
- ロスト・ガール Lost Girl (2013-2015) - タムジン
- REIGN/クイーン・メアリー Reign (2015-2017) - エリザベス1世
- BATWOMAN/バットウーマン Batwoman (2019-) - ベス・ケイン / アリス